# 開基陰陽公廟

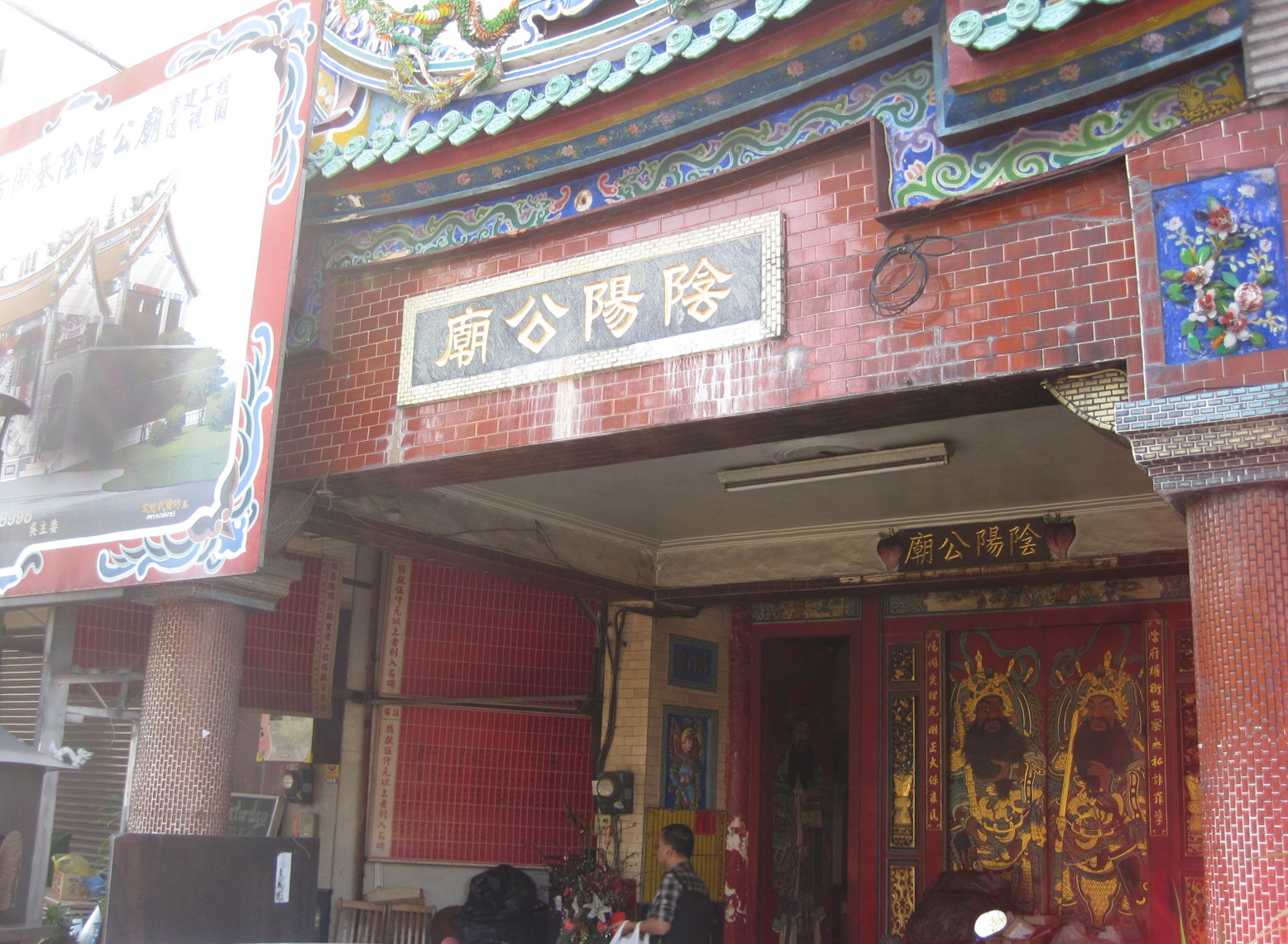
重建前的開基陰陽公廟（2010年）

開基陰陽公廟，位於臺南府城的廟宇，主祀神為陰陽都總管，同祀原鎮北坊辜婦媽廟的辜婦媽。

## 祀神
開基陰陽公廟主祀陰陽都總管，即民間俗稱的陰陽公，為橫跨陰陽兩界之大神，其造像為左臉金色，右臉黑色，象徵其司職審理陰陽，明辨善惡。
同祀神辜婦媽一品太孺人，即辜林氏，年僅二十歲嫁給夫婿辜湯純，兩人結婚不久，辜湯純就死去了，辜林氏一生守節，侍奉公婆甚孝，並將夫婿側室所生之二子納為己子，養至成人，受到鄰里讚揚。辜林氏過世後，其德行感召所致，信眾祈求婚姻生子，最為靈驗。

## 圖片

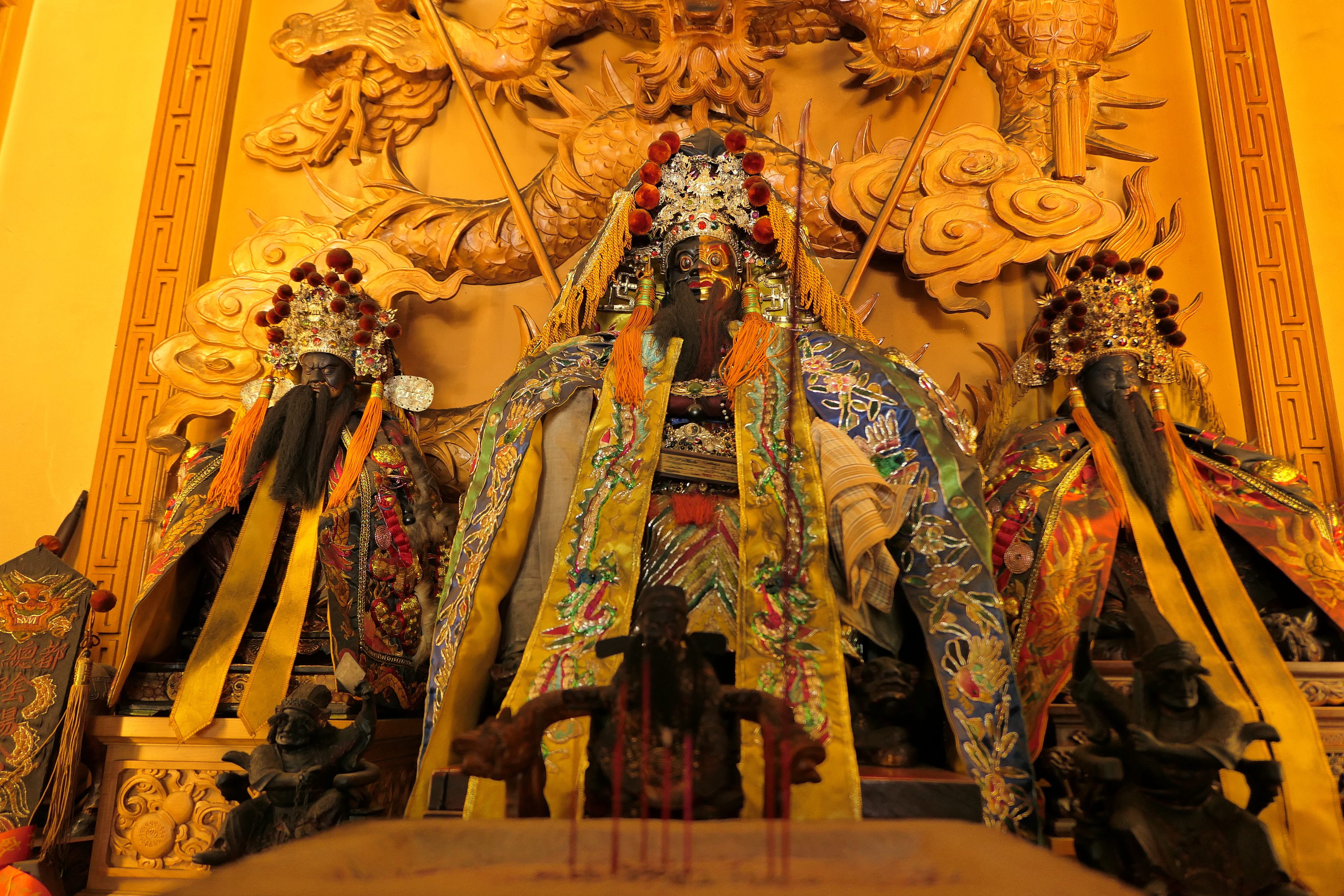
陰陽公神像
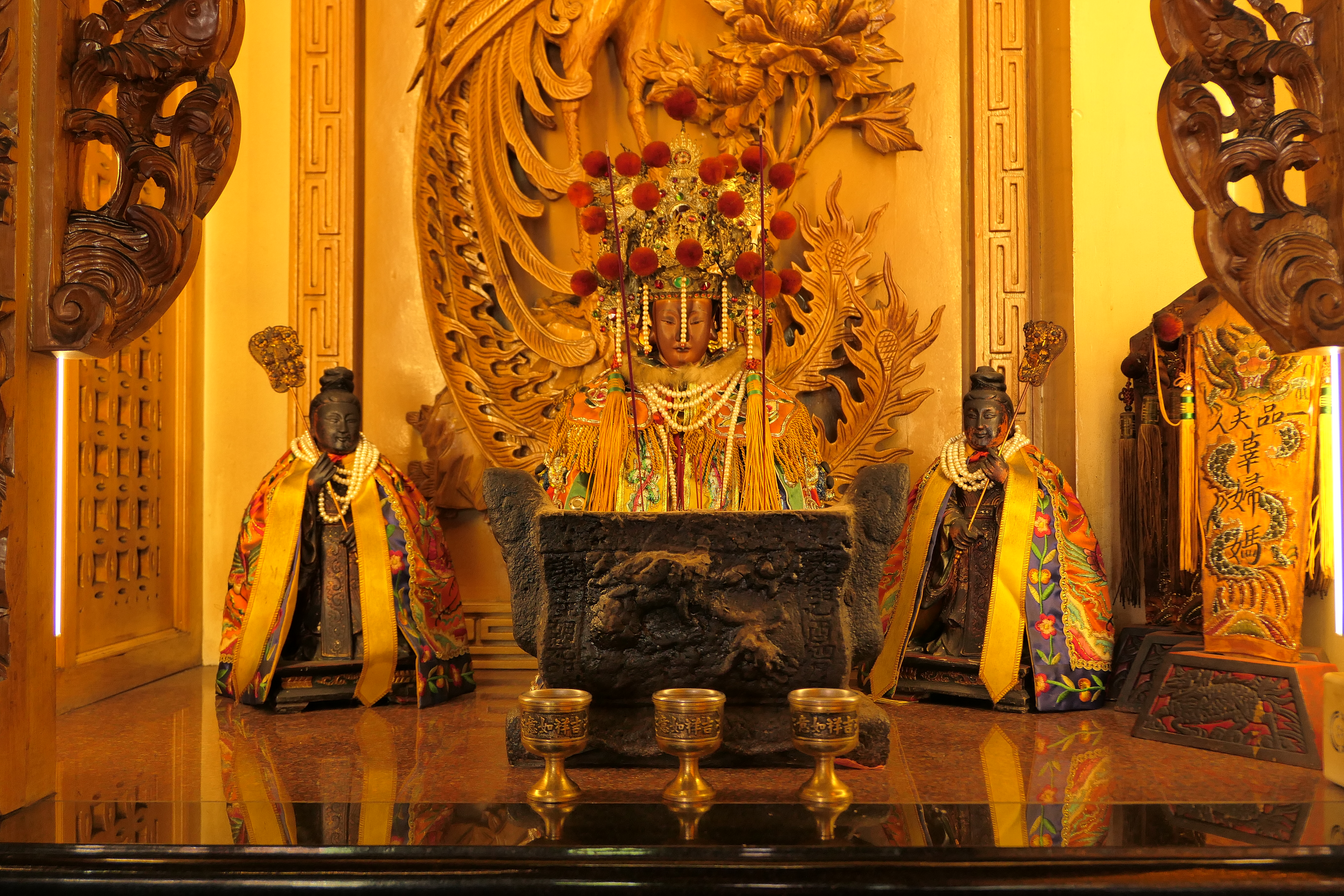
辜婦媽夫人神像
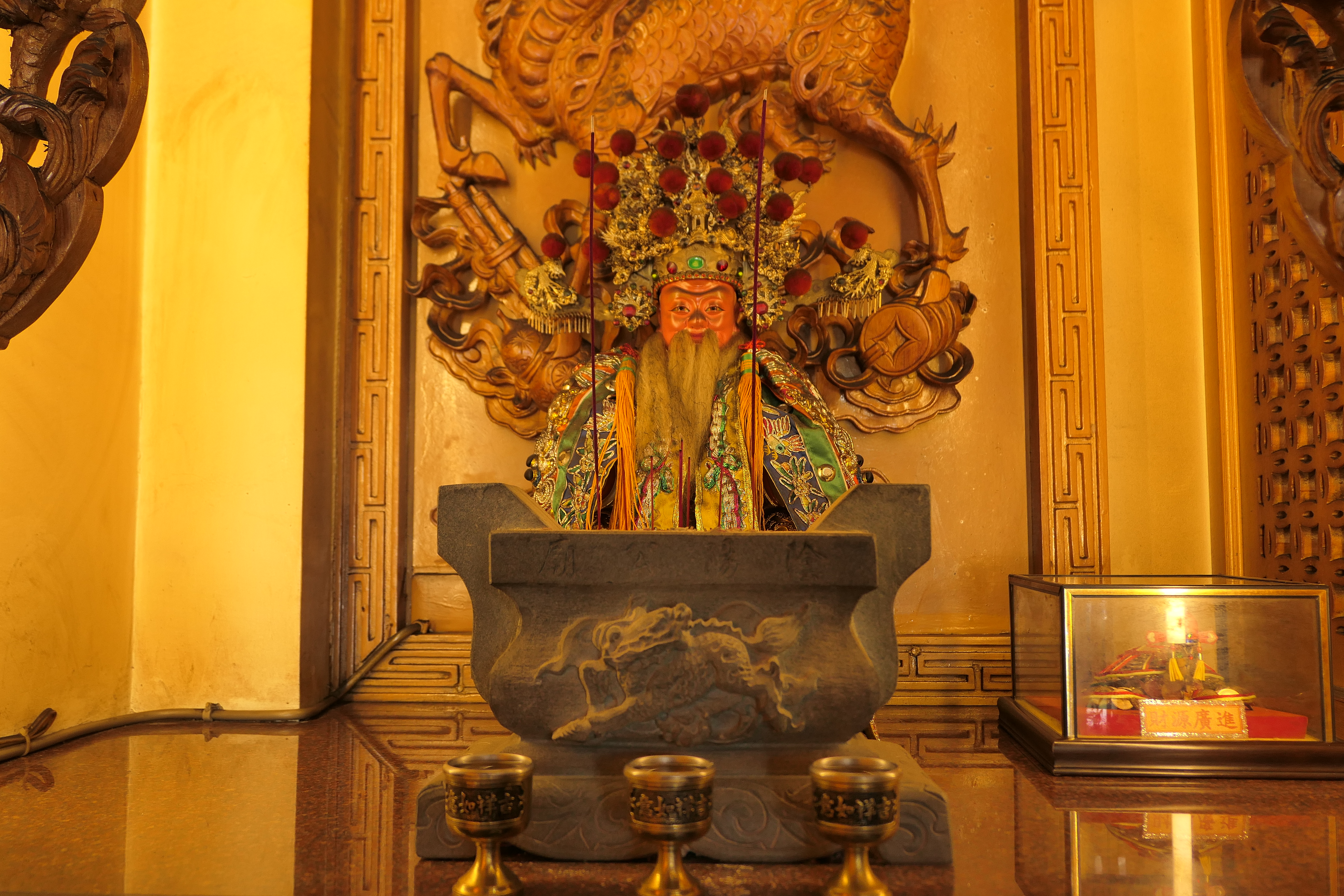
福德正神神像
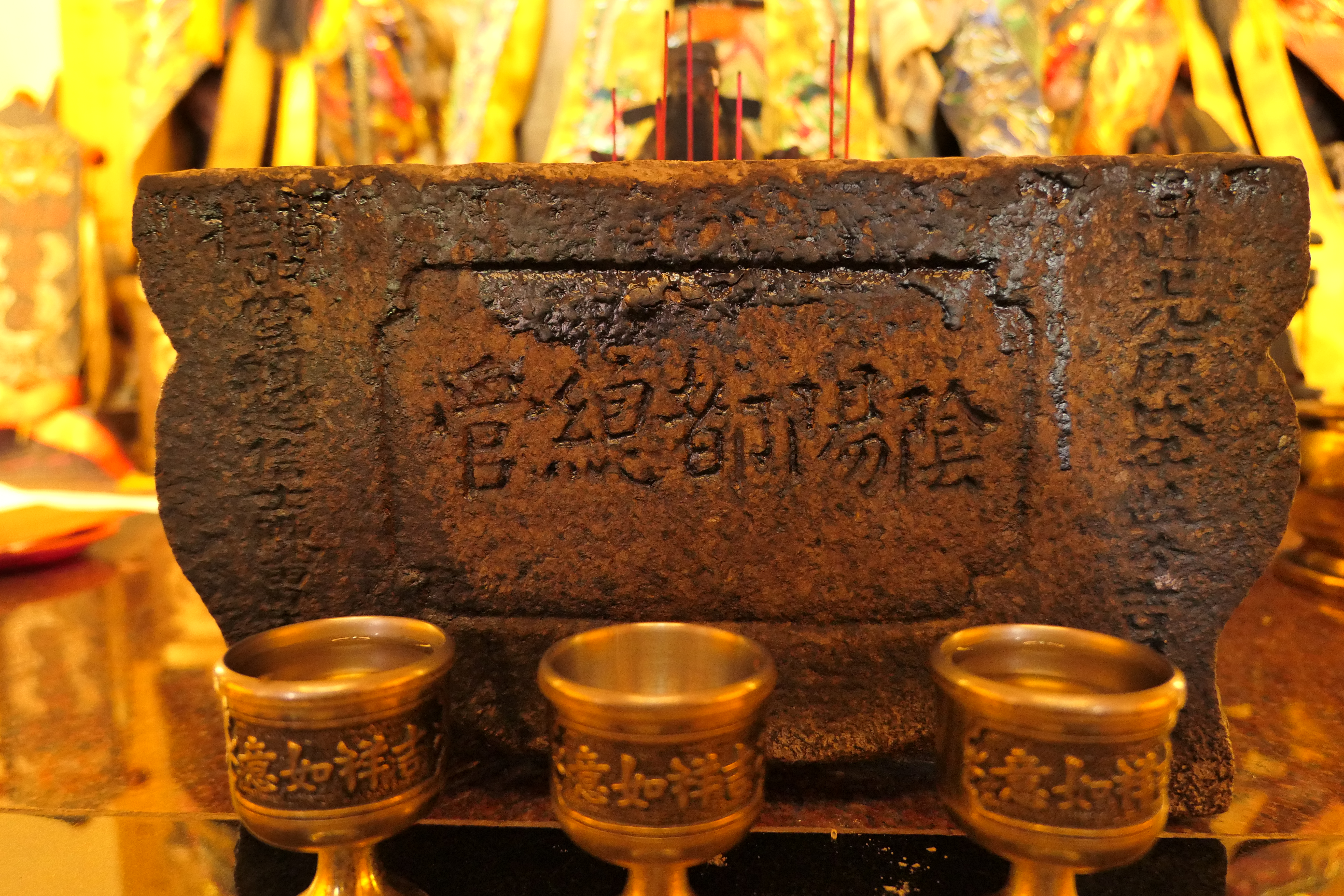
古香爐

## 外部連結
- 官方网站